# Leslie Bibb
Leslie Louise Bibb (Bismarck, 17 novembre 1974) è un'attrice e modella statunitense.

## Biografia
Perso il padre a soli tre anni, ha vissuto con la madre e le tre sorelle maggiori prima in Virginia, nella contea di Nelson, e poi a Richmond, dove ha frequentato una scuola cattolica femminile, la St. Gertrude High School.
La sua carriera ha avuto inizio con la vittoria in un concorso di bellezza, organizzato da Oprah Winfrey e dall'Elite Agency, con in giuria John Casablancas, Naomi Campbell, Linda Evangelista e Iman. La vittoria le ha procurato un contratto con l'Elite. Nel 1992, dopo il diploma, ha scelto di dedicarsi alla carriera di modella, comparendo su Maxim e FHM.
Ha ottenuto Il primo ruolo come attrice nella commedia Private Parts (1997). Nel 1999 è stata la protagonista, insieme a Carly Pope, della serie televisiva Popular, nella parte di Brooke McQueen. Sono seguiti The Skulls - I teschi (2000) e Spot (2001). Nel 2006 è stata nel cast di Crossing Jordan e in Ricky Bobby - La storia di un uomo che sapeva contare fino a uno. Nel 2009 è comparsa nel film Giustizia privata.
Nel 2011 è nel cast de Il signore dello zoo; nello stesso anno l'ABC l'ha scritturata come protagonista della serie televisiva Amiche nemiche.
Dal 2024 interpreta Dinah Donohue nella serie di Apple Studios Palm Royale. Nel 2025 è nel cast della terza stagione di The White Lotus.

### Vita privata
Sposatasi nel 2003 con il banchiere d'affari Rob Born, divorzia da lui l'anno seguente. Dal 2007 è legata all'attore Sam Rockwell.

## Filmografia

### Cinema
- Private Parts, regia di Betty Thomas (1997)
- Touch Me, regia di H. Gordon Boos (1997)
- This Space Between Us, regia di Matthew Leutwyler (1999)
- The Skulls - I teschi (The Skulls), regia di Rob Cohen (2000)
- The Young Unknowns, regia di Catherine Jelski (2000)
- Spot - Supercane anticrimine, regia di John Whitesell (2001)
- Wristcutters - Una storia d'amore (Wristcutters: A Love Story), regia di Goran Dukic (2006)
- Ricky Bobby - La storia di un uomo che sapeva contare fino a uno (Talladega Nights: The Ballad of Ricky Bobby), regia di Adam McKay (2006)
- My Wife Is Retarded, regia di Etan Cohen (2007) – cortometraggio
- Tutti i numeri del sesso (Sex and Death 101), regia di Daniel Waters (2007)
- Atlanta, regia di Harold Ramis (2007)
- Prossima fermata: l'inferno (Midnight Meat Train), regia di Ryūhei Kitamura (2008)
- Iron Man, regia di Jon Favreau (2008)
- La vendetta di Halloween (Trick 'r Treat), regia di Michael Dougherty (2008)
- I Love Shopping (Confessions of a Shopaholic), regia di P. J. Hogan (2009)
- Giustizia privata (Law Abiding Citizen), regia di F. Gary Gray (2009)
- Miss Nobody, regia di Tim Cox (2010)
- Iron Man 2, regia di Jon Favreau (2010)
- Il signore dello zoo (Zookeeper), regia di Frank Coraci (2011)
- Incontro con il male (Meeting Evil), regia di Chris Fisher (2012)
- Comic Movie (Movie 43), registi vari (2013)
- Hell Baby, regia di Robert Ben Garant e Thomas Lennon (2013)
- Volo 7500 (Flight 7500), regia di Takashi Shimizu (2014)
- Ossessione omicida (No Good Deed), regia di Sam Miller (2014)
- La babysitter (The Babysitter), regia di McG (2017)
- Fino all'osso (To the Bone), regia di Marti Noxon (2017)
- Awakening the Zodiac, regia di Jonathan Wright (2017)
- Prendimi! (Tag), regia di Jeff Tomsic (2018)
- Running with the Devil - La legge del cartello (Running with the Devil), regia di Jason Cabell (2019)
- La babysitter - Killer Queen (The Babysitter: Killer Queen), regia di McG (2020)
- La maledizione di Fall River (The Inhabitant), regia di Jerren Lauder (2022)
- Papà scatenato (About My Father), regia di Laura Terruso (2023)
- Giurato numero 2 (Juror #2), regia di Clint Eastwood (2024)

### Televisione
- Pacific Blue – serie TV, episodio 2x12 (1996)
- The Big Easy – serie TV, 13 episodi (1997)
- Sons of Thunder – serie TV, episodio 1x03 (1999)
- Popular – serie TV, 43 episodi (1999-2001)
- E.R. - Medici in prima linea (ER) – serie TV, 8 episodi (2002-2003)
- Line of Fire – serie TV, 13 episodi (2003-2004)
- Nip/Tuck  – serie TV, episodio 2x07 (2004)
- Crossing Jordan – serie TV, 14 episodi (2005-2007)
- CSI: Miami – serie TV,  episodio 5x18 (2007)
- Entourage – serie TV, 1 episodio (2007)
- Kings – serie TV, 5 episodi (2009)
- The League – serie TV, 7 episodi (2010-2015)
- Amiche nemiche (GCB) – serie TV, 10 episodi (2011)
- Hannibal – serie TV (2013)
- About a Boy – serie TV, 6 episodi (2014)
- The Following – serie TV, 2 episodi (2014)
- WHIH Newsfront – webserie, 10 webisodi (2015-2016)
- American Housewife – serie TV, 11 episodi (2016-2020)
- Love Life - serie TV, episodi 2x06-2x07 (2021)
- Jupiter's Legacy – serie TV, 8 episodi (2021)
- God's Favorite Idiot – serie TV, 5 episodi (2022)
- Palm Royale – serie TV (2024)
- The White Lotus – serie TV, 8 episodi (2025)

### Doppiatrice
- What If...? – serie animata (2021)

## Doppiatrici italiane
Nelle versioni in italiano delle opere in cui ha recitato, Leslie Bibb è stata doppiata da:
- Eleonora De Angelis ne Il signore dello zoo, Ricky Bobby - La storia di un uomo che sapeva contare fino a uno, CSI: Miami, Jupiter's Legacy, Palm Royale
- Chiara Colizzi in Spot - Super cane anticrimine, Giustizia privata, No Good Deed - Ossessione omicida, Prendimi!
- Barbara De Bortoli in Tutti i numeri del sesso, Papà scatenato, God's Favorite Idiot, The White Lotus
- Rossella Acerbo in The Skulls - I teschi, Prossima fermata: l'Inferno, Crossing Jordan
- Georgia Lepore in I Love Shopping, Giurato numero 2
- Francesca Guadagno in Iron Man, Iron Man 2
- Patrizia Mottola in Nip/Tuck
- Jenny De Cesarei in Wristcutters - Una storia d'amore
- Giulia Franzoso ne La vendetta di Halloween
- Antonella Baldini in Comic Movie
- Giuppy Izzo in Amiche nemiche
- Laura Boccanera ne La babysitter
- Ilaria Latini in Popular
- Monica Ward in 7500
- Emanuela D'Amico ne La babysitter - Killer Queen
- Eleonora Reti in Love Life

Da doppiatrice è sostituita da:
- Federica Mete in What If...?